# Liste des évêques de Recanati
Le diocèse de Recanati est un diocèse italien dans les Marches avec siège à Recanati. Le diocèse est fondé en 1240. Le diocèse est supprimé de 1263 à 1289 et de 1586 à 1591. De 1320 à 1516 et de 1571 à 1586 le diocèse est uni avec le diocèse de Macerata dans le diocèse de Recanati et Macerata. 
En 1356 le diocèse de Recanati est rétabli aeque principaliter et uni avec le diocèse de Macerata. De 1516 à 1571 les deux diocèses sont divisés. De 1571 à 1586 le diocèse de Recanati est uni de nouveau avec le diocèse de Macerata dans le diocèse de Recanati et Macerata. 
À partir de 1592 le diocèse est uni avec le diocèse de Loreto dans le diocèse de Recanati-Loreto, appelé diocèse de Recanati à partir de 1934. En 1985 enfin les diocèses de Macerata-Tolentino, d' Osimo et Cingoli, de Recanati et de San Severino (-Treia) sont unis dans le diocèse de Macerata-Tolentino-Recanati-Cingoli-Treia.
Le 21 avril 2023, le pape François confère le titre d'archevêque de Recanati à Diego Ravelli, maître des célébrations liturgiques pontificales.

## Évêques de Recanati
- Rainier † (22 décembre 1240 - ?)
- Pietro Giorgi † (9 décembre 1244 - ?)
- Matthieu † ( 1249 - ?)
- Bonagiunta, O.F.M. † (17 janvier 1256 - 15 octobre 1263 )
  - Diocèse  supprimé (1263-1289)
- Salvo, O.P. † (12 décembre 1289 - 1300 ou 1301 )
- Frédérique † (13 novembre 1301 - 18 novembre 1320, évêque de  Recanati et Macerata)
  - Diocèse uni avec Macerata (1320-1516)
- Luigi Tasso † (16 janvier 1516 - septembre 1520 )
  - Giovanni Domenico de Cupis † (1er janvier 1522 - 25 février 1548 ) (administrateur apostolique)
- Paolo de Cupis † (25 février 1548 - 1552)
  - Giovanni Domenico de Cupis † (1552 - 6 mars 1553)
- Filippo Riccabella † (6 mars 1553 - 1571)
  - Diocèse uni avec Macerata (1571-1586)
  - Diocèse supprimé (1586-1591)

## Évêques de Recanati-Loreto
- Rutilio Benzoni † (9 février 1592 - 31 janvier 1613 )
- Agostino Galamini, O.P. † (11 février 1613 - 29 avril 1620)
- Giulio Roma † (17 mars 1621 - 21 août 1634)
- Amico Panici † (4 décembre 1634 - 16 octobre 1661 )
  - Sede vacante (1661-1666)
- Giacinto Cordella † (15 décembre 1666 - 15 novembre 1675 )
- Alessandro Crescenzi, C.R.S. † (24 février 1676 - 9 janvier 1682 )
- Guarnerio Guarnieri † (16 février 1682 - 30 décembre 1689 )
- Raimondo Ferretti † (10 juillet 1690 - 9 janvier 1692 )
- Lorenzo Gherardi † (mai 1693 - 5 avril 1727 )
- Benedetto Bussi † (25 juin 1727 - 2 octobre 1728 )
- Vincenzo Antonio Maria Muscetolla † (15 décembre 1728 - 16 janvier 1746)
- Giovanni Battista Campagnoli † (28 mars 1746 - 12 juin 1749)
- Giovanni Antonio Bacchettoni † (1er décembre 1749 - 30 août 1767)
- Ciriaco Vecchioni † (14 décembre 1767 - 12 juin 1787 )
  - Domenico Spinucci † (1787 - 27 juin 1796) (administrateur apostolique)
- Felice Paoli † (12 mai 1800 - 28 septembre 1806 )
- Stefano Bellini † (23 mars 1807 - 8 septembre 1831 )
- Alessandro Bernetti † (30 septembre 1831 - 1846 )
- Francesco Brigante Colonna † (27 juillet 1846 - 29 mai 1855 )
- Giovanni Francesco Magnani † (28 septembre 1855 - 21 décembre 1863)
- Giuseppe Cardoni † (21 décembre 1863  - 22 février 1867)
- Tommaso Gallucci † (22 février 1867 - 3 octobre 1897 )
- Guglielmo Giustini † (24 mars 1898 - 27 avril 1903 )
- Vittorio Amedeo Ranuzzi de' Bianchi † (22 juin 1903 - 27 novembre 1911)
- Alfonso Andreoli † (20 décembre 1911 - 1923)
- Aluigi Cossio † (20 décembre 1923 - 1955 )
- Emilio Baroncelli † (12 août 1955 - 15 février 1968 )
  - Sede vacante (1968-1976)
- Francesco Tarcisio Carboni (it) † (11 février 1976 - 25 janvier 1985)